# Shūka Oyama
Shūka Oyama (jap. 小山修加 Oyama Shūka; ur. 25 września 1980 w Fushun, w Chinach) – japońska siatkarka grająca na pozycji atakującej. Obecnie występuje w drużynie Hisamitsu Springs.